# Holly Springs (Mississipi)
Holly Springs és una població dels Estats Units a l'estat de Mississipi. Segons el cens del 2000 tenia 7.957 habitants.

## Demografia
Segons el cens del 2000, Holly Springs tenia 7.957 habitants, 2.407 habitatges, i 1.699 famílies. La densitat de població era de 241,9 habitants per km².
Dels 2.407 habitatges en un 36,4% hi vivien nens de menys de 18 anys, en un 34,3% hi vivien parelles casades, en un 31,9% dones solteres, i en un 29,4% no eren unitats familiars. En el 27,2% dels habitatges hi vivien persones soles el 10% de les quals corresponia a persones de 65 anys o més que vivien soles. El nombre mitjà de persones vivint en cada habitatge era de 2,66 i el nombre mitjà de persones que vivien en cada família era de 3,22.
Per edats la població es repartia de la següent manera: un 25,1% tenia menys de 18 anys, un 19,1% entre 18 i 24, un 27,6% entre 25 i 44, un 17,2% de 45 a 60 i un 11,1% 65 anys o més.
L'edat mediana era de 29 anys. Per cada 100 dones de 18 o més anys hi havia 101,6 homes.
La renda mediana per habitatge era de 23.408 $ i la renda mediana per família de 25.808 $. Els homes tenien una renda mediana de 29.159 $ mentre que les dones 20.777 $. La renda per capita de la població era de 12.924 $. Entorn del 27,5% de les famílies i el 32% de la població estaven per davall del llindar de pobresa.

## Poblacions més properes
El següent diagrama mostra les poblacions més properes.

## Personalitats destacades
- Ida B. Wells, activista pels drets civils